# Stenopeggia kawandana
Stenopeggia kawandana är en insektsart som först beskrevs av Ronald Gordon Fennah 1952.  Stenopeggia kawandana ingår i släktet Stenopeggia och familjen Derbidae. Inga underarter finns listade i Catalogue of Life.